# Beata Wolańska
Beata Wolańska z domu Mazur – polska dziennikarka.

## Życiorys
W 1985 została absolwentką I Liceum Ogólnokształcącego im. Komisji Edukacji Narodowej w Sanoku. Ukończyła studia na Wydziale Nauk Społecznych Wyższej Szkoły Pedagogicznej w Rzeszowie. W latach 90. związała się Telewizją Polską. Podjęła pracę w TVP3 Rzeszów, została prezenterką i wydawcą regionalnego programu informacyjnego „Aktualności”. Została też stałą współpracowniczką redakcji zagranicznej AI (potem TAI), w szczególności realizując relacje z Ukrainy. Została jedną z koordynatorek akcji Światełko Pamięci stanowiącej zbiórkę zniczy w Polsce przeznaczonych na polskie cmentarze we Lwowie.

## Wyróżnienia
- Laureatka nagrody Eskulap dla dziennikarzy[2]
- Wyróżnienie w „kategorii najlepszy reporter i wideoreporter programu informacyjnego” 11. Przeglądu i Konkursu Twórczości Dziennikarskiej Oddziałów Terenowych TVP (2005)[4]
- Statuetka okolicznościowa przyznana przez Radę Programową TVP S.A. w Rzeszowie (2015)[5][6]
- Dyplom i statuetka przyznane przez Caritas Archidiecezji Przemyskiej „za ukazywanie i budzenie wrażliwości na potrzeby ludzi znajdujących się w trudnej sytuacji, za pomoc ludziom doświadczonym chorobą bądź różnymi kataklizmami” (2015)[7]
- Wyróżnienie w kategorii „Dziennikarz bez Barier” lubelskiej, małopolskiej, podkarpackiej, świętokrzyskiej Gali XV Edycji konkursu Lodołamaczy (2020)[8]